# Distrito de Calapuja
Calapuja es un distrito de la provincia de Lampa en el departamento peruano de Puno. En el año 2007 tenía una población de 1494 habitantes y una densidad poblacional de 10,6 personas por km². Abarca un área total de 141,3 km².
Desde el punto de vista jerárquico de la Iglesia católica forma parte de la diócesis de Puno en la arquidiócesis de Arequipa.

## Historia
El distrito de Calapuja fue creado por un Decreto Supremo el 2 de mayo de 1854.

## Geografía
Calapuja se encuentra ubicado en las coordenadas 15°19′4″S 70°13′27″O / -15.31778, -70.22417. Según el INEI, calapuja tiene una superficie total de 141,3 km². Este distrito se encuentra situado en el este de la provincia de Lampa, en la zona norte del departamento de Puno y en la parte sur del territorio peruano. Su capital Calapuja se halla a una altitud de 3841 m s. n. m..
| Noroeste: distrito de Lampa | Norte: distrito de Nicasio | Noreste: distrito de Achaya  |
| Oeste: distrito de Lampa    |                            | Este: distrito de Caminaca   |
| Suroeste distrito de Lampa  | Sur: distrito de Juliaca   | Sureste: distrito de Juliaca |

## Demografía
Según el censo peruano de 2007, había 1494 personas residiendo en Calapuja. La densidad de población era 10,6 hab./km².

## Autoridades

### Municipales
- 2019 - 2022[3]
  - Alcalde: Lic. Adm. Adolfo Saavedra Campos, del movimiento político Gestionando Obras y Oportunidades con Liderazgo (GOOL).
  - Regidores:

  1. Veto Alonso Catacora Mamani ( Gestionando Obras y Oportunidades con Liderazgo)
  2. Rosaria Martha Mamani Ticona ( Gestionando Obras y Oportunidades con Liderazgo)
  3. Ronald Pérez Chura ( Gestionando Obras y Oportunidades con Liderazgo)
  4. Martha Ynes Barrantes Yucra ( Gestionando Obras y Oportunidades con Liderazgo)
  5. Yoban Lalo Ccapa Quispe (Poder Democrático Regional)